# Tougouri
Tougouri è un dipartimento del Burkina Faso classificato come comune, situato nella Provincia  di Namentenga, facente parte della Regione del Centro-Nord.
Il dipartimento si compone del capoluogo e di altri 41 villaggi: Alfiré, Ambkaongo, Bagadé, Bagmaskierga, Boulhiba, Dabossomnoré, Daouirba, Gargo, Gompélgo, Kalitaguin, Kombangbedo, Koulponsogho, Lougouzou, Nabelin, Namassa, Namtenga, Nanbox-Yiri, Naré, Nare-Yarcé, Nassobgué, Nioundougou, Ouagamce, Ouatinapam, Ouattigué, Paspanga, Pelga, Regtenga, Sagouem, Satembila, Taffogo, Taonsgho, Tidimtoa, Tilga, Tilga-Bangré, Tissimi, Towacé, Toyogodin, Yaguin, Yoada, Zomnogo-Bangré e Zorgho.